# Diócesis de Tainan
La diócesis de Tainan (en latín: Dioecesis Tainanen(sis) y en chino: 天主教台南教區) es una circunscripción eclesiástica latina de la Iglesia católica en Taiwán, sufragánea de la arquidiócesis de Taipéi. La diócesis es sede vacante desde el 19 de junio de 2021.

## Territorio y organización
La diócesis tiene 303 km² y extiende su jurisdicción sobre los fieles católicos de rito latino residentes en el municipio especial de Tainan y en el condados de las Islas Pescadores.
La sede de la diócesis se encuentra en la ciudad de Tainan, en donde se halla la Catedral de Nuestra Señora de China.
En 2020 en la diócesis existían 32 parroquias agrupadas en 5 decanatos.

## Historia
La diócesis fue erigida el 21 de marzo de 1961 con la bula Quoniam secundum del papa Juan XXIII, obteniendo el territorio de la prefectura apostólica de Kaohsiung, que a su vez fue elevada a diócesis de Kaohsiung.

## Estadísticas
De acuerdo al Anuario Pontificio 2021 la diócesis tenía a fines de 2020 un total de 6982 fieles bautizados.
| Año                                                                             | Población            | Población | Población      | Sacerdotes | Sacerdotes    | Sacerdotes    | Bautizados por sacerdote | Diáconos permanentes | Religiosos | Religiosos | Parroquias |
| Año                                                                             | Bautizados católicos | Total     | % de católicos | Total      | Clero secular | Clero regular | Bautizados por sacerdote | Diáconos permanentes | Varones    | Mujeres    | Parroquias |
| ------------------------------------------------------------------------------- | -------------------- | --------- | -------------- | ---------- | ------------- | ------------- | ------------------------ | -------------------- | ---------- | ---------- | ---------- |
| 1970                                                                            | 19 429               | 1 390 040 | 1.4            | 68         | 39            | 29            | 285                      |                      | 38         | 120        | 57         |
| 1980                                                                            | 15 203               | 1 635 966 | 0.9            | 59         | 29            | 30            | 257                      |                      | 37         | 71         | 55         |
| 1990                                                                            | 16 212               | 1 790 981 | 0.9            | 57         | 34            | 23            | 284                      |                      | 33         | 84         | 46         |
| 1999                                                                            | 16 520               | 1 913 301 | 0.9            | 53         | 29            | 24            | 311                      |                      | 27         | 68         | 53         |
| 2000                                                                            | 16 536               | 1 920 796 | 0.9            | 51         | 25            | 26            | 324                      |                      | 26         | 68         | 53         |
| 2001                                                                            | 16 536               | 1 842 560 | 0.9            | 51         | 24            | 27            | 324                      |                      | 27         | 71         | 54         |
| 2002                                                                            | 16 473               | 1 927 836 | 0.9            | 66         | 37            | 29            | 249                      |                      | 68         | 61         | 55         |
| 2003                                                                            | 16 498               | 1 865 616 | 0.9            | 64         | 36            | 28            | 257                      |                      | 62         | 76         | 54         |
| 2004                                                                            | 14 448               | 1 856 334 | 0.8            | 65         | 30            | 35            | 222                      |                      | 49         | 72         | 44         |
| 2010                                                                            | 9434                 | 1 873 226 | 0.5            | 57         | 25            | 32            | 165                      |                      | 32         | 75         | 44         |
| 2014                                                                            | 8577                 | 1 883 225 | 0.5            | 48         | 16            | 32            | 178                      |                      | 32         | 65         | 44         |
| 2017                                                                            | 6406                 | 2 005 000 | 0.3            | 51         | 21            | 30            | 125                      |                      | 30         | 73         | 46         |
| 2020                                                                            | 6982                 | 1 981 974 | 0.4            | 66         | 30            | 36            | 105                      |                      | 40         | 68         | 32         |
| Fuente: Catholic-Hierarchy, que a su vez toma los datos del Anuario Pontificio. |                      |           |                |            |               |               |                          |                      |            |            |            |

## Episcopologio
- Stanislaus Lokuang † (21 de marzo de 1961-15 de febrero de 1966 nombrado arzobispo de Taipéi)
- Paul Ch'eng Shih-kuang † (7 de junio de 1966-3 de diciembre de 1990 retirado)
- Joseph Cheng Tsai-fa (3 de diciembre de 1990-24 de enero de 2004 nombrado arzobispo de Taipéi)
- Bosco Lin Chi-nan (24 de enero de 2004-14 de noviembre de 2020 retirado)
- John Lee Juo-Wang (14 de noviembre de 2020-19 de junio de 2021 renunció)
  - Bosco Lin Chi-nan, desde el 19 de junio de 2021 (administrador apostólico)